# عبد الله بن عفيف الازدي
عبد الله بن عفيف الأزدي وهو عبد الله بن عفيف الغامدي الأزدي من غامد أحد صحابة علي بن أبي طالب، وكانت عينه اليسرى قد ذهبت يوم موقعة الجمل واليمنى يوم صفين وهو يقاتل في صفوف علي بن أبي طالب.

## مقتله
بعد مقتل الإمام الحسين في كربلاء جمع أمير الكوفة عبيد الله بن زياد الناس في جامع الكوفة وصعد على المنبر فقال:«الحمد لله الذي أظهر الحق وأهله، ونصر أمير المؤمنين يزيد وحزبه، وقتل الكذاب بن الكذاب الحسين بن علي وشيعته»

فنهض عبد الله بن عفيف من بين الناس وصاح:«يا ابن زياد، إن الكذاب ابن الكذاب أنت وأبوك ومن ولاك وأبوه، يا عدو الله، أتقتلون أبناء النبيين وتتكلمون بهذا الكلام على منابر المؤمنين؟!»

فغضب ابن زياد حتى انتفخت اوداجه..وانتفض من كان بالمسجد يقاتلون الشرطة ويمنعون اعتقال عبد الله بن عفيف، ففر عبد الله بن عفيف إلى منزله لكنه لم يستطع الفرار أكثر فاعتقلته الشرطة وقتلوا ابنته وزوجها وجيء به إلى أمير الكوفة عبيد الله بن زياد الذي أمر بقطع رأسه وصلبه.

## وصلات خارجية
انتفاضة عبد الله بن عفيف الازدي على يوتيوب